# Carlos Núñez Agüero
Carlos Núñez Agüero (San José de los Arroyos, 1 de septiembre de 1955) es un abogado, comisario retirado y político paraguayo. Desde 2023 es senador nacional, por el Partido Colorado. Anteriormente ocupó dicho puesto de 2013 a 2018.

## Biografía

### Vida personal y familiar
Nació el 1 de septiembre de 1955 en San José de los Arroyos, localidad del departamento de Caaguazú.
Está casado con la suboficial de policía y odontóloga Estela Monjagata.

### Educación
Realizó sus estudios primarios en el Colegio Cristo Rey, ubicado en su pueblo natal. Posteriormente cursó la secundaria en el Colegio Nacional J. Bernardino Gorostiaga.
En 1976 ingresó al Colegio de Policía Gral. José Díaz, graduándose en 1978. En 2008 recibió el título de abogado de la Universidad de Gran Asunción.

## Trayectoria laboral
Luego de graduarse en 1978, ejerció la labor policial hasta su retiro en el 2008, carrera que coincidió con la dictadura de Alfredo Stroessner hasta 1989.
Núñez ha estado involucrado en cooperativas del Paraguay por mucho tiempo, siendo presidente de la Cooperativa 8 de Marzo Ltda. desde 2008. Desde que asumió la presidencia, Núñez ha sido acusado de ubicar a nueve de sus familiares (incluyendo su esposa y dos de sus hijos) en la cooperativa, dándoles altos salarios.

## Trayectoria política

### Senador Nacional (2013-2018)
En 2013 fue electo senador, por el Partido Colorado, perteneciendo inicialmente al movimiento Frente para la Victoria, de Javier Zacarías Irún, para luego pasarse al movimiento Honor Colorado, facción del partido adepta al entonces presidente Horacio Cartes. Núñez se habría unido a HC a cambio de que su hermano, el también policía Humberto Núñez, recibiera un cargo en la represa de Itaipú.
En 2014 generó controversia con comentarios homófobos, declarando: «No soy filósofo, pero soy macho. Dios creó al hombre y la mujer» y «Cuando vemos un travesti, hombre vestido de mujer, no sabemos dónde mete ese que sabemos». Estas declaraciones se dieron en el contexto del rechazo de una ley que incluiría como categorías protegidas a la orientación sexual y la identidad de género.
En 2016 volvió a causar revuelo cuando, luego de un ataque del EPP, alabó al difunto dictador Alfredo Stroessner, declarando que «lastimosamente no está más sobre la tierra», agregando que bajo la dictadura los paraguayos vivían «en paz y tranquilidad [...] con las puertas y ventanas abiertas». Lamentó que ahora «por culpa de los Derechos Humanos» los policías «no puedan hacer su trabajo» y que los miembros del EPP deberían ser «quemados en una plaza pública». Familiares de personas perseguidas por la dictadura condenaron fuertemente las declaraciones de Núñez.
En 2017 apoyó una controversial enmienda constitucional propuesta por Honor Colorado y Frente Guasú, que permitiría la reelección presidencial. Dicha enmienda causó una crisis política que terminó con la muerte del joven Rodrigo Quintana a manos de la policía nacional. Refiriéndose al asesinato de Quintana, Núñez dijo que este fue un auto-atentado de parte del Partido Liberal para sepultar la enmienda.
En 2016 fundó su propia facción dentro del Partido Colorado, el movimiento Colorado Renovador, con motivo de las elecciones generales de 2018. En dichas elecciones fue nuevamente candidato al Senado, pero no consiguió los votos necesarios para ingresar. En agosto de 2018 dejó Colorado Renovador para unirse al movimiento Colorado Añetete, del entonces presidente electo Mario Abdo Benítez.

### Senador Nacional (2023-)
En 2023 fue nuevamente electo al Senado, formando parte de la bancada de Fuerza Republicana hasta septiembre de ese año, cuando se unió a Honor Colorado. El pase de Núñez a HC habría ocurrido a cambio de que este pueda ubicar a sus recomendados en el Instituto Nacional de Cooperativismo.
En diciembre de 2023, al empezar el Operativo Dakovo, surgieron sospechas de que Núñez podría estar vinculado al traficante de armas argentino Diego Dirisio, aunque aún no se han presentado pruebas concretas. Al ser cuestionado por una reportera sobre este tema, Núñez la empujó y huyó nervioso. El día siguiente Núñez emitió un comunicado, donde afirmó no tener «absolutamente nada que ver con el Caso Dakovo», ya que «el que nada debe nada teme» y que no se arrepiente de agredir a la periodista.